# Nitrobaryt
Nitrobaryt – minerał z gromady azotanów. Nazwa jest zbitką łacińskich wyrazów nitro(genium) - azot i barium - bar, głównych pierwiastków, z których składa się minerał.

## Charakterystyka
Nitrobaryt jest przezroczystym, bezbarwnym minerałem. Krystalizuje w układzie regularnym, w formie izomorficznych kryształów. Waży ok. 3,2 razy więcej niż taka sama ilość wody w temperaturze pokojowej. Miękki - 3 w skali Mohsa. Łatwo rozpuszcza się w wodzie.

## Występowanie
Można go znaleźć w Austrii, Chile i Niemczech.